# Scambio a sorpresa - Life of Crime
Scambio a sorpresa - Life of Crime (Life of Crime) è un film del 2013 diretto da Daniel Schechter.
È basato sul romanzo del 1978 Scambio a sorpresa (The Switch), scritto da Elmore Leonard.

## Trama
Detroit, anni 1970. Mickey Dawson, moglie di un benestante imprenditore edile, viene rapita a scopo estorsivo da due poco di buono, Ordell Robbie e Louis Gara, i quali chiedono come riscatto un milione di dollari. Tuttavia il marito, Frank Dawson, ha ben poca voglia di riabbracciare la moglie. Frank, infatti, aveva da tempo intenzione di divorziare e durante il rapimento si trova in vacanza con l'amante Melanie. Decide quindi di provare a sfruttare l'occasione per liberarsi della moglie senza dover pagare gli alimenti, ignorando le richieste dei rapitori, sobillato in questo da Melanie, che sarebbe ben lieta che la moglie dell'amante sparisse. I rapitori però non sono intenzionati ad arrendersi facilmente, con la complicità della stessa Mickey che, informata da uno dei rapitori che il marito ha un'amante fissa e quattrini depositati a sua insaputa, è ora desiderosa di vendicarsi di lui.

## Produzione
Con un budget di circa 12 milioni di dollari, il film è stato girato principalmente a Greenwich, nel Connecticut, e a Miami.
Per interpretare il co-protagonista Frank Dawson inizialmente era stato ingaggiato Dennis Quaid, poi rimpiazzato da Tim Robbins; mentre il ruolo di Marshall Taylor, interpretato da Will Forte, era stato affidato a Ty Burrell.
La 20th Century Fox aveva già avviato la produzione di un adattamento cinematografico del romanzo di Elmore Leonard nel 1986, con un cast nel quale figuravano anche Diane Keaton e Dennis Farina, ma rinunciò al progetto per le troppe somiglianza con il film Per favore, ammazzatemi mia moglie (Ruthless People), uscito quello stesso anno. I personaggi di Ordell Robbie e Louis Gara compaiono nel film Jackie Brown, adattamento dell'omonimo romanzo successivo a quello dal quale è tratta la trama di Life of Crime.

## Distribuzione
Il film ha esordito il 15 settembre 2013 al Toronto International Film Festival; la diffusione nelle sale statunitense è stata pianificata a partire dal 29 agosto 2014.

## Accoglienza
Il film è stato ben accolto dalla critica. Indiewire e Variety l'hanno definito un degno tributo a Elmore Leonard, scomparso nell'agosto del 2013. In particolare, Variety l'ha descritto come un adattamento ben fatto, nella quale la non perfetta trasposizione dei personaggi è abbondantemente compensata dalle eccellenti interpretazioni del cast; anche Indiewire, che ha evidenziato come tra le caratteristiche della pellicola spiccano un'esuberante colonna sonora e uno stile fotografico pulp, ha elogiato le interpretazioni di Tim Robbins, Will Forte e Jennifer Aniston, giudicando quella di quest'ultima come la migliore del suo recente passato.